# Джигалова, Людмила Станиславовна
Людми́ла Станисла́вовна Джига́лова (род 22 января 1962, Котовск) — советская и украинская легкоатлетка, двукратная олимпийская чемпионка в эстафете 4×400 метров. Заслуженный мастер спорта СССР (1991). Кавалер Ордена княгини Ольги III-й степени (2002). Почётный гражданин Харьковской области (2010).

## Карьера
На Олимпиаде в Сеуле участвовала в предварительных забегах в эстафете 4×400 метров, в итоге получив золотую медаль. В 1992 году вместе с Еленой Рузиной, Ольгой Назаровой и Ольгой Брызгиной второй раз победила в эстафете 4×400 метров.
Также становилась победителем чемпионата мира в 1991 году. Должна была бежать 400 метров на чемпионате мира 1993 года, но ИААФ дисквалифицировала её на 4 года за употребление стероидов.